# Thiago Xavier Rodrigues Corrêa
Thiago Xavier Rodrigues Corrêa (Rio de Janeiro, 27 de dezembro de 1983) é um ex-futebolista brasileiro que atuava como volante.

## Carreira
Revelado pelo Botafogo FR, o volante Thiago Xavier integrou pela primeira vez o elenco dos profissionais do clube em 2005, contudo uma lesão o impediu de iniciar o Campeonato Carioca daquele ano. Durante aquele campeonato jogou apenas contra a Portuguesa da Ilha e deixou boa impressão para a torcida e a imprensa. Pouco foi utilizado no decorrer daquele ano no time titular.
Em 2006, após a saída do então titular Jonílson do Botafogo para o Cruzeiro EC, Thiago Xavier ganhou a confiança do treinador Carlos Roberto e tornou-se dono da camisa 5 do alvinegro. Venceu a Taça Guanabara e o Campeonato Carioca de 2006. Entretanto, com o início do Campeonato Brasileiro e, por conseguinte, a saída do treinador Carlos Roberto, o novo técnico Cuca barrou o meio-campista com a chegada de outros jogadores indicados pelo comandante.
Amargando a possível reserva, Thiago Xavier foi negociado, por intermédio de seus empresários Reinaldo Pitta e Alexandre Martins com o Châteauroux da França em 2007.
Em julho de 2011, acertou com o Troyes, também da França.

## Títulos
Botafogo
- Campeonato Carioca: 2006

Troyes
- Ligue 2[1]: 2015